# Amsacta stygioides
Amsacta stygioides är en fjärilsart som beskrevs av Rothschild 1916. Amsacta stygioides ingår i släktet Amsacta och familjen björnspinnare. Inga underarter finns listade i Catalogue of Life.